# Tentacle and Witches
『Tentacle and Witches』（てんたくる あんど うぃっち〜ず.、テンタクル アンド ウィッチーズ）は、2009年7月にLilith Mistから発売されたアダルトゲーム、およびそれを原作とするOVA。2013年8月30日には「Playing DVD Lilith」レーベルよりDVD-PG版が発売された。
ひょんなことから触手の魔物になってしまった少年と、その周囲の女性たちとの生活を描いたアダルトゲームで、和姦を基本としているが、Lilithが得意とする触手シーンを中心に過激なHシーンがふんだんに用いられている。本作は、リリールートと由子先生ルートに分かれており、シナリオ前半ではヒロインたちとの性生活を主とするシナリオが展開する一方、後半では他の魔女や世界的な魔術師との対決が描かれている。
他のPlaying DVD同様、DVD-PG版ではアニメーションが追加された一方、選択肢は削除された。
外伝についてはLILITH-IZM#LILITH-IZM06 デジアニメwithリリー&リリア外伝を参照。

## ストーリー

### 本編
橘 壱郎は、クラスの担任である森乃 由子が魔女であることを知っており、毎晩彼女の儀式を覗き見るようになっていた。ある晩、儀式をしている由子のもとへ、弟子入りを希望する女子生徒・双葉・リリー・ラムセスが現れた。リリーは壱郎の存在に気づき、魔法で攻撃をし、壱郎はおぞましい怪物の姿へと変わった。彼を元に戻そうと由子らは奮闘するが、壱郎の放つエッチな匂いにあらがうのは簡単なことではなかった。
由子先生ルート
由子は触手（アイゼン＝ファウストの一部）を妊娠し、残った魔力をすべてを奪われる形で触手を出産し、母乳体質になる。

### 外伝
LILITH-IZM06
壱郎は調子に乗って閉鎖空間を作り、そこにリリーを閉じ込める。壱郎はリリーを従順なメス豚に調教した挙句、魔物の仔を妊娠するまで延々と触手に全ての穴を犯し続け、精神的にも肉体的にも彼女を蹂躙する。

## 登場人物
橘 壱郎（たちばな いちろう）
声：城樹翔（OVA版のみ）
主人公。東坂北野学園の2年生。エッチな妄想で頭がいっぱいなこと以外は平凡な学生。魔法で触手の魔物に姿を自在に変えられる。魔女の魔力を吸収し、色々な魔法が使えるようになる。
森乃 由子（もりの ゆうこ）
声：草柳順子/青山華（OVA版）
壱郎のクラスの担任教師で、色気と品性に満ちている。丘の上の家に住んでおり、「大洋の魔女」として知られている。
その後、触手の毒の効果により快楽漬けになり、二度と普通の生活ができない淫らな身体に改造される。EDでは魔女としての魔力のすべてを触手に奪われ、魔力で身も心も隷属させられ壱郎専用の穴奴隷として生きていく。OVAの後日談では、穴奴隷として校内で壱郎の子供を妊娠するまで何度も犯されてしまう。
双葉・リリー・ラムセス（ふたば・リリー・ラムセス）
声：青葉りんご/青空ラムネ（OVA版）
東坂北野学園の2年生で、壱郎のクラスの委員長。エジプトの名家の血を引くクォーター。人を見下す傾向にある。魔法使いとしての才能を秘めており、高名な魔女である由子に弟子入りするために東坂北野学園に編入したという経緯を持つ。一方的に壱郎をライバル視している。
OVAでは肉体改造させられ、触手（アイゼン＝ファウストの一部）を妊娠・出産し魔力の大半を奪われる。その後、触手の毒の効果により、二度と普通の生活ができない淫らな身体に改造される。EDでは魔力の全てを壱郎に奪われ魔法の使えない身体にされると、壱郎専用の穴奴隷の証として隷属の刻印を子宮に施される。OVAの後日談では最後まで壱郎に反抗的な態度を取っていたが、触手の責めに耐え切れず遂に快楽に屈服する。
カヤ・ブランシュ
声：榎津まお/永砂隷繰面（OVA版）
世界魔女組合の審問官。邪悪な魔術師に殺された母親の仇を取るべく、審問官になったという経緯を持つ。由子は亡き母の親友であり、カヤ自身の師匠でもある。
ファウスト事件が終ってから、由子先生の計らいで壱郎を監視すると共に東坂北野学園に入学し、オカルト研究会に入った。
OVA版では壱郎の触手（アイゼン＝ファウストの一部）を妊娠・出産する。OVAの後日談では、度重なる調教の末に触手の毒の効果で快楽に屈服し、審問官としてのプライドを壊される。壱郎の触手に施された隷属の刻印の効果で魔力を封じられ、壱朗専用の穴奴隷として生きていく。

## OVA
2011年にPixyから発売された。2013年7月26日には、後日談であるビジュアルノベル（作：松本竜）とそれを基にしたドラマCD、G PROJECTとのコラボオナホールといった特典のついた初回限定盤DVD-BOXが発売された。
サブタイトル
1. 俺、触手になりました
2. プールの水で濡れてるんだから！
3. アイゼン＝ファウストの罠
4. 俺、ハーレムENDです

エンディング曲
「Puwapu☆Witches」
歌・作詞：兎味ペロリナ
作曲：天乃啓示

## スタッフ
- 原画：葵渚
- シナリオ：松本竜
- シリーズ構成：笹山逸刀斎（OVA版のみ）

## 評価
アダルトゲーム版は、Getchu.comが行った2009年度のユーザーランキングのロープライス部門にて10位にランクインした。

## 他作品での扱い
本作のヒロインである由子とリリーは『対魔忍アサギ 決戦アリーナ』に数度ゲスト出演を果たしており、いずれも別の次元から来た別人という設定である。
一方、『対魔忍RPG』では、壱郎が触手の魔物になってしまうまでの経緯は原作通りだが、元に戻る方法を探すため、リリーと由子とともに京都にある陰陽師養成機関・五行学園に転校し、魔術科に在籍しているという設定である。また、壱郎には、邪悪な魔術師を複数出した家系の生まれという背景設定が追加された。